# Karl Pawlowitsch Brjullow

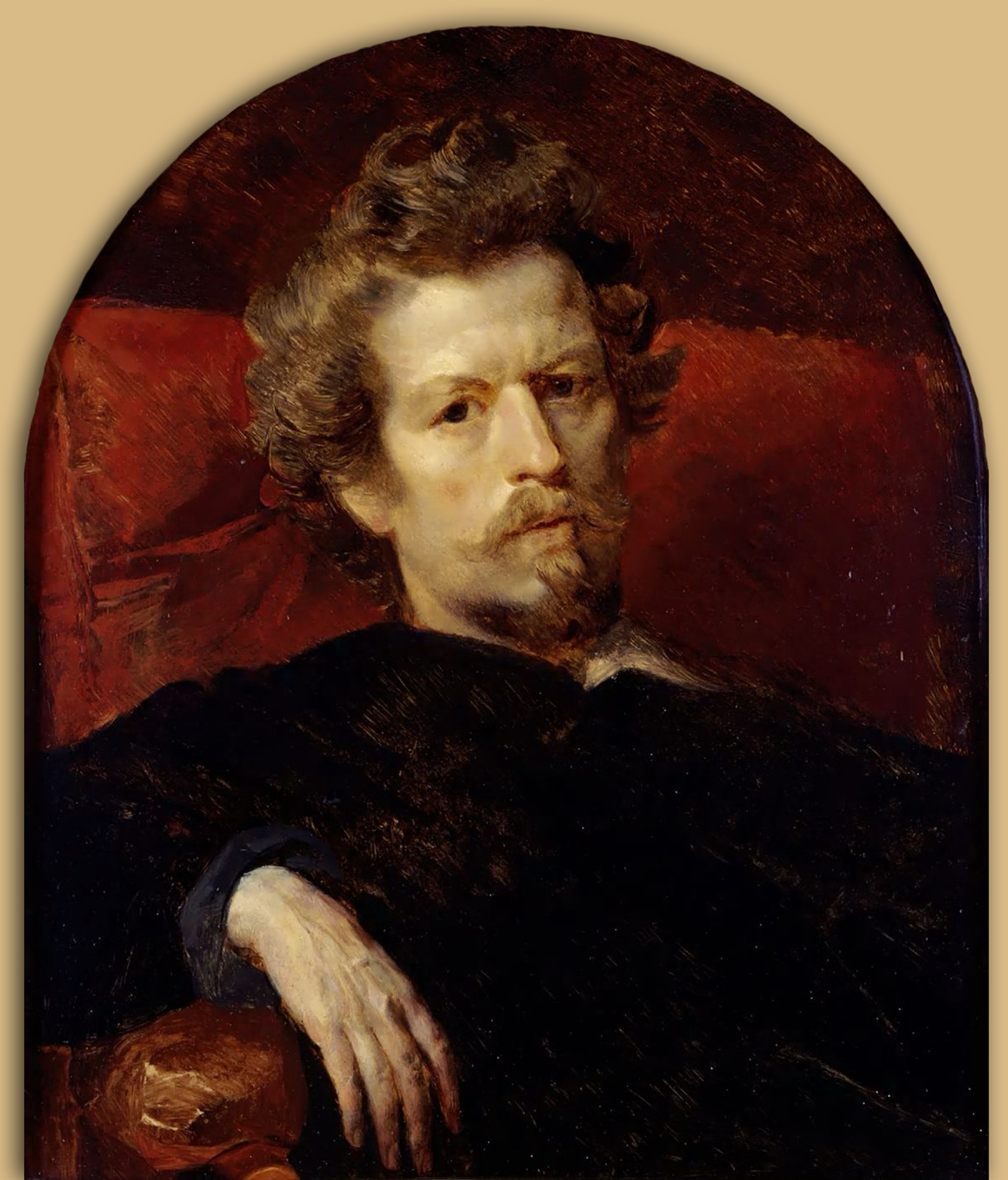
Selbstporträt (1848)

Karl Pawlowitsch Brjullow (dt. auch Brüllow, russ. Карл Павлович Брюллов; Betonung: Karl Páwlowitsch Brjullów, * 12. Dezemberjul. / 23. Dezember 1799greg. in Sankt Petersburg; † 11. Junijul. / 23. Juni 1852greg. in Manziana) war ein russischer Maler und Architekt. Er malte vorrangig Porträts und Monumentalgemälde, aber auch Genrebilder und Aquarelle. Er war der erste russische Maler, dem internationale Anerkennung zuteilwurde. Er gilt als Schlüsselfigur des Übergangs vom russischen Klassizismus zur Romantik.

## Leben
Karl Brjullow wurde geboren als Sohn des Bildhauers und Schnitzers Pawel Brulleau/Briullo (1760–1833), eines Russen französischer Abstammung, und von Maria Iwanowna Schroeder, einer Russlanddeutschen. Sein Vater war Urenkel eines Franzosen namens George Brulleau. Von 1809 bis 1821 erhielt er eine Ausbildung an der Petersburger Kunstakademie. Er wurde unter anderem von Andrei Iwanowitsch Iwanow unterrichtet. Dort wurde er mit einer Goldmedaille in der Rubrik Historienmalerei ausgezeichnet.
Nach der Beendigung seines Studiums wurde er aus Mitteln der Gesellschaft zur Förderung der Künstler 1822 nach Italien geschickt. 1823 ging er mit seinem Bruder nach Rom, wo ihm der kaiserliche Auftrag erteilt wurde, Raffaels Schule von Athen in der Größe des Originals zu kopieren (jetzt in der akademischen Sammlung).

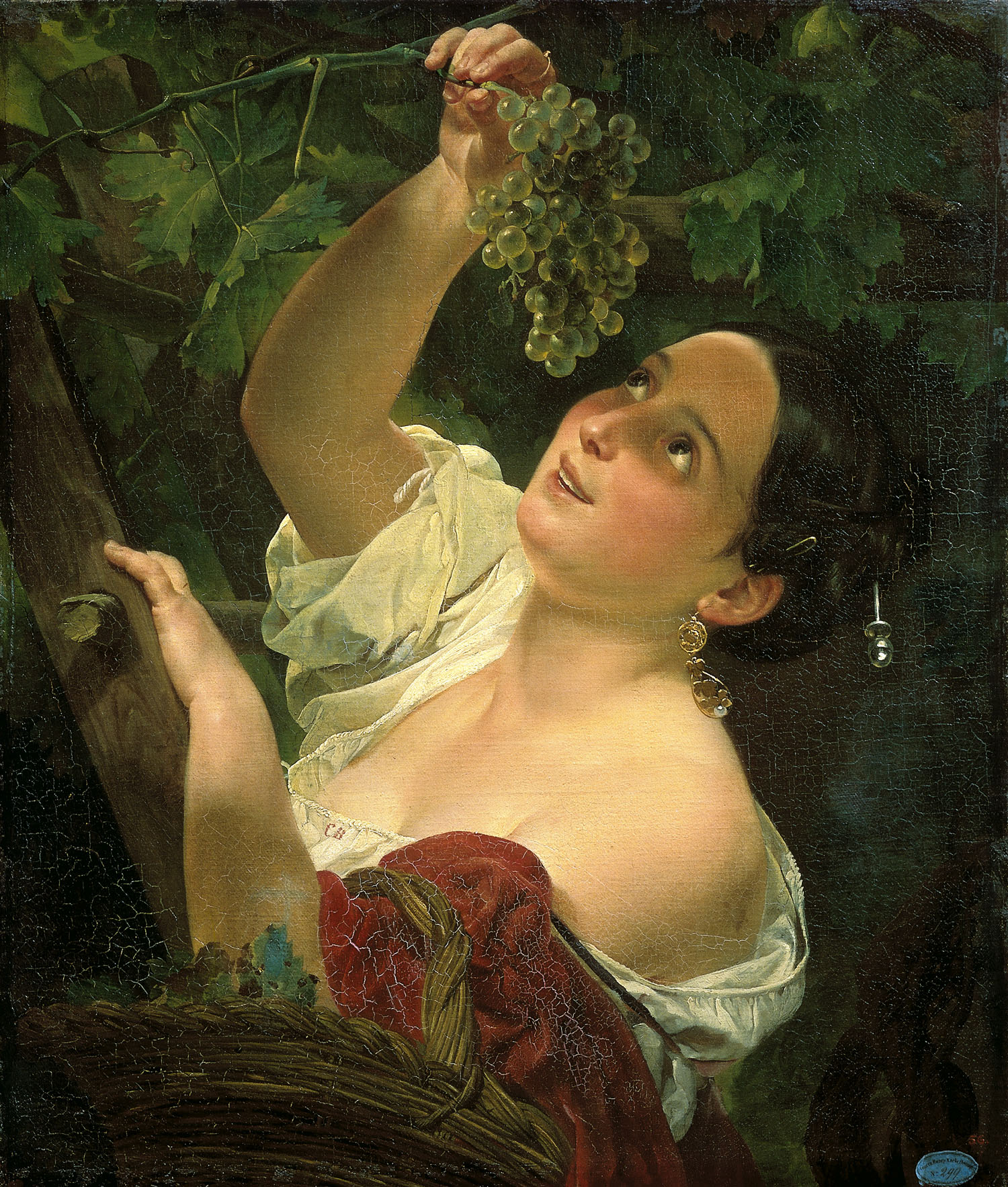
Italienischer Mittag (1827)

Er besuchte außerdem Dresden und München, bevor er sich in Rom niederließ. Hier entstanden die Genregemälde Italienischer Morgen (Итальянское утро) im Jahr 1823 sowie Italienischer Mittag (Итальянский полдень) vier Jahre später. In der Zeit von 1827 bis 1833 arbeitete er an einem Monumentalgemälde mit historischen Sujet, das sein bekanntestes Werk werden sollte – Der letzte Tag von Pompeji (Последний день Помпеи). Es entstand nach der Schilderung des jüngeren Plinius ein durch schöne Charakterzeichnung und lebhaftes Kolorit ausgezeichnetes Gemälde (Eremitage zu Petersburg). Koloristisch wie durch das ungesuchte Hervorheben des rein Menschlichen wurde dieses Werk noch durch sein folgendes (1834) überboten, die Ermordung der Inês de Castro (in den Sammlungen der Petersburger Kunstakademie).

Der letzte Tag von Pompeji (1827–1833)

Das Gemälde Der letzte Tag von Pompeji wurde mit den besten Werken von Peter Paul Rubens und Anthonis van Dyck verglichen und machte Brjullow zu einem der bedeutenden europäischen Maler.
Nach der Vollendung dieses Gemäldes reiste Brjullow über Griechenland, die Türkei und Palästina zurück nach Russland. Auf dieser Reise entstanden zahlreiche Landschaftsgemälde. In Russland übernahm er eine wichtige Funktion in der Petersburger Kunstakademie und lehrte dort von 1836 bis 1848 zusammen mit Fjodor Antonowitsch Bruni. In dieser Zeit entstanden die Gemälde Die Belagerung von Pskow (Осада Пскова – 1839 bis 1843; unvollendet) und Isaakskathedrale (Исаакиевский собор; 1843–1847). Er porträtierte Zeitgenossen und zeichnete 1848 ein Selbstporträt (Автопортрет).
Er war ein Förderer von Taras Schewtschenko, der ein Bewunderer von ihm war und der sich mit Brjullows Hilfe 1838 aus seiner Leibeigenschaft loskaufen konnte.

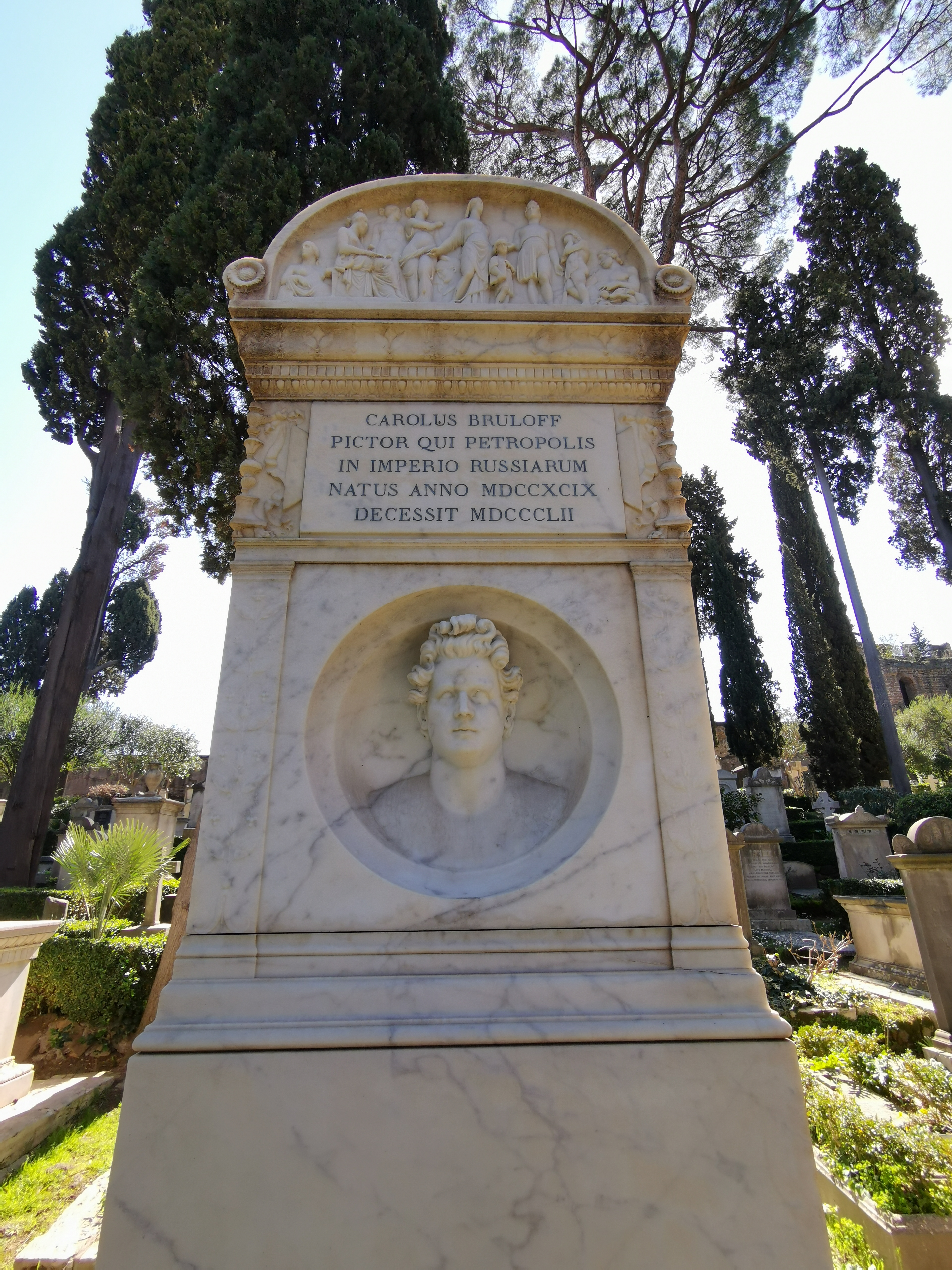
Grab auf dem Nichtkatholischen (Protestantischen) Friedhof Rom

Eine Vielzahl seiner Werke befindet sich heute im Besitz der Eremitage sowie der Petersburger Kunstakademie. Hierbei handelt es sich vorrangig um Porträts sowie Genrebilder. Darüber hinaus schuf er für die Kasaner Kathedrale in Sankt Petersburg das Gemälde Christi Himmelfahrt und er malte die Kuppel der Isaakskathedrale in Petersburg aus.
Mit der Zeit hatte sich Brjullows Gesundheitszustand stark verschlechtert. 1849 verließ er Russland und begab sich zur ärztlichen Behandlung nach Madeira. 1850 kam Brjullow nach Italien zurück. Hier verstarb er im Juni 1852 in Manziana bei Rom und wurde auf dem Protestantischen Friedhof in Rom beigesetzt.